# Jonathan Schaeffer
Jonathan Herbert Schaeffer (Canadá, 1957) é um pesquisador canadense e professor na Universidade de Alberta em Inteligência Artificial. Schaeffer lidera a equipe de desenvolvedores que criou o programa de computador Chinook.